# بنر (ویسکانسین)
بنر (به انگلیسی: Banner) یک محدوده ثبت‌نشده در ایالات متحده آمریکا است که در فورست، شهرستان فوند دو لک واقع شده‌است.

## خصوصیات
بنر ۳۰۲٫۹۷ متر بالاتر از سطح دریا واقع شده‌است.